# Oderso Rubini
Oderso Rubini (Bologna, 14 gennaio 1951) è un produttore discografico, musicista e scrittore italiano.

## Carriera
Il suo nome fu legato alla prima ondata della new wave e del punk rock in Italia e a Bologna, con la fondazione prima della Harpo's Bazar, poi con la Italian Records. Oggi, parte del suo lavoro è legato alla storicizzazione di quel periodo.
Alla fine degli anni '80 costituisce con Stefano Bonagura “I Soluzionsiti”  per dare vita all’etichetta Stile Libero (musica strumentale), diventando anche produttore per Virgin Dischi. Esplora molti aspetti del mondo dell'educazione, della comunicazione e dell’arte come imprenditore, videomaker, media designer, docente ed infine editore.

## Discografia parziale
| Anno | Interprete                        | Titolo                                                 | Formato        |
| ---- | --------------------------------- | ------------------------------------------------------ | -------------- |
| 1980 | The Stupid Set                    | The Stupid Set' Hello I Love You                       | Ep 7"          |
| 1980 | Andy J.Forest & the Stumblers     | The List                                               | Lp album       |
| 1980 | Gaznevada                         | Nevadagaz / Blue TV Set                                | 45 giri        |
| 1980 | 451                               | Ho in Mente te / New Wave Rho                          | 45 giri        |
| 1980 | Art Fleury                        | L'overdose                                             | 45 giri        |
| 1980 | Johnson Righeira                  | Bianca Surf / Photoni                                  | 45 giri        |
| 1980 | Billy Blade & The Electric Razors | I See My Baby Standing on a Plane                      | 45 single side |
| 1980 | Confusional Quartet               | Confusional Quartet                                    | Lp album       |
| 1980 | Art Fleury                        | I luoghi del potere                                    | Lp album       |
| 1980 | Gaznevada                         | Sick Soundtrack                                        | Lp album       |
| 1980 | Skiantos                          | Inascoltable                                           | Lp album       |
| 1981 | Monofonic Orchestra               | Music Design                                           | Ep             |
| 1981 | Confusional Quartet               | Volare / Nebdo zip                                     | 45 giri        |
| 1981 | Pale TV                           | Night Toys / B & W Television Shock-Show               | 45 giri        |
| 1981 | Roberto "Freak" Antoni            | L'incontenibile Freak Antoni [Five Records in One Box] | 5x45 giri      |
| 1981 | AA.VV.                            | Ref. 907                                               | LP Compilation |
| 1981 | Band Aid                          | Due                                                    | Lp album       |
| 1981 | Gaznevada                         | Dressed to Kill                                        | Mini Lp        |
| 1981 | Hi-Fi Bros                        | I Fratelli Hi-Fi                                       | Ep             |
| 1981 | Monofonic Orchestra               | Friend's Portraits                                     | Ep             |
| 1981 | Confusional Quartet               | Confusional Quartet                                    | Tape           |
| 1982 | Confusional Quartet               | Documentario                                           | flexy singles  |
| 1982 | Pâle                              | Blue Agents                                            | Lp album       |
| 1982 | Stupid Set + Enrico Serotti       | Hear the Rumble                                        | Ep             |
| 1982 | Gaznevada                         | (Black Dressed) White Wild Boys                        | Ep             |
| 1982 | Neon                              | Tapes of Darkness                                      | Lp album       |
| 1982 | Hi-Fi Bros                        | Punto Amao / Saba-U                                    | Ep             |
| 1983 | Gaznevada                         | Psicopatico Party                                      | Lp album       |
| 1983 | N.O.I.A.                          | Looking for Love                                       | Mix            |
| 1983 | Gaznevada                         | I.C. Love Affair                                       | Mix/45         |
| 1983 | The Stupid Set                    | Don't Be Cold (In the Summer of Love)                  | Mix            |
| 1983 | Gianni Pettenati                  | Bandiera gialla                                        | Ep             |
| 1983 | N.O.I.A                           | Stranger in a Strange Land                             |                |
| 1983 | Hi-Fi Bros                        | The Line                                               | Lp album       |
| 1983 | Gaznevada                         | Special Agent Man                                      | Mix/45         |
| 1983 | Band Aid                          | A Tour in Italy                                        | Lp album       |
| 1984 | Dens Dens                         | Live Got No Sense (Without Love) / Meaning of Words    | Mix            |
| 1984 | Fawzia                            | Please, Don't Be Sad                                   | Mix            |
| 1984 | Kirlian Camera                    | Edges                                                  | Ep             |
| 1984 | N.O.I.A.                          | Do You Wanna Dance                                     | Mix            |
| 1984 | N.O.I.A.                          | The Sound of Love                                      | Mini Lp album  |
| 1984 | N.O.I.A.                          | True Love                                              | Mix            |
| 1985 | N.O.I.A.                          | Try and see                                            | Mix            |
| 1985 | Kirlian Camera                    | Blue Room                                              | Ep             |
| 1985 | Soul Boy                          | Baby Blue                                              | Lp album       |
| 1985 | Baby Blue                         | Try and See                                            | Lp album       |
| 1986 | Deblanc                           | Monnalisa                                              | Lp Compilation |
| 1986 | Go Flamingo!                      | Go Flamingo!                                           | Mini lp        |

## Opere
- Oderso Rubini, Andrea Tinti (a cura di), Non disperdetevi. 1977-1982 San Francisco, New York, Bologna. Le città libere del mondo, Milano, Shake edizioni, 2009, ISBN 978-88-88865-89-8.
- Oderso Rubini, GianLuca Galliani, Mamma dammi la benza! Il primo disco (punk) con estratto libro di GianLuca Galliani "Gaznevada History & Hysteria" dei Gaznevada!, Milano, Shake edizioni, 2009, ISBN 978-88-88865-64-5.
- Lucio Mazzi, Largo all'avanguardia, a cura di Oderso Rubini, Milano, Sonic Press, 2012., con Angela Zocco Gianni Gherardi, Pierfrancesco Pacoda, Michele Pompei, Andrea Tinti ISBN 978-88-90609367
- Lerry Arabia, Gianluca Morozzi, Oderso Rubini, Skiantos, Una storia come questa non c'era stata mai prima...e non ci sarà mai più, Goodfellas, 2017, ISBN 978-88-99770112
- Oderso Rubini, A day in the Life - Il futuro della Musica?, Modo Infoshop-Fotocopie 17, 2017
- Anna Persiani, Oderso Rubini, Pensatevi Liberi - Bologna Rock 1979, Beatstream, 2019, ISBN 978-88 94279115
- Ferruccio Quercetti, Oderso Rubini, Bologna 1980 - il concerto dei Clash in Piazza Maggiore nell'anno che cambiò l'Italia, Goodfellas 2020, ISBN 978-88-99770204
- Lerry Arabia, Gianluca Morozzi, Oderso Rubini, Alle barricate - Il libretto rosso dei Gang, Goodfellas, 2023, ISBN 978-88-99770303